# Suzanne Wouda
Suzanne Wouda (Kaatsheuvel, 8 maart 1974) is een Nederlands schrijfster. Ze schrijft zowel kinderboeken als voor volwassenen, voornamelijk in het genre historische fictie. Voor haar boek Sabel ontving ze in 2018 een Zilveren Griffel. Wouda is deelnemer van het schrijverscollectief De schrijvers van de ronde tafel.

### Kinderboeken
- Stormvaart (2011, uitgeverij Ploegsma)
- Verschoppelingen (2012, Ploegsma)
- Zwart Water (2013, Ploegsma)
- De wereld is wit (2015, Zilveren boekje, uitgeverij Rubinstein)
- Kinderen van het Hoge Huys (2016, verhalenbundel met Schrijvers van de ronde tafel, uitgeverij Menuet)
- Sabel (2017, uitgeverij Hoogland en van Klaveren)
- Twee over half één (2018, deel van de serie Toen & Hier Eindhoven, uitgeverij BookBase)
- De Bakkersstraatbende (2019, toneelleesboek, Uitgeverij Zwijsen)
- Oorlog in inkt (2020, samen met Annemarie van den Brink, Ploegsma)
- Een echte held (2020, Zwijsen)
- Wolvenhart (2022, samen met Annemarie van den Brink, Ploegsma)
- Futuria (2024, Ploegsma)

### Volwassenen
- Roeien naar de Volewijck (2016, uitgeverij Ambo/Anthos)
- Maria (2018, Ambo/Anthos)

### Overig werk
- Winnaar schijfwedstrijd De pennen zijn geslepen van het online boekenplatform Hebban (2016).[3]
- Verhaal Consequenties in bundel Lowlands 2015.
- Podcast Slik, Dead pets (2016, Watershed Eindhoven).
- Verhaal over Landgoed IJsselvliedt in de bundel Verborgen verhalen van Gelderse kastelen en buitenplaatsen (2018, in opdracht van Nederlandse Kastelen Stichting).